# Шонан-Мару № 15
Шонан-Мару № 15 — корабель, який під час Другої світової війни взяв участь в операціях японських збройних сил в Океанії.
«Шонан-Мару № 15» спорудили як китобійне судно в 1939 році на верфі Osaka Iron Works для компанії Nippon Suisan.
У якийсь момент корабель реквізували для потреб Імперського флоту Японії та переобладнали в допоміжний мисливець за підводними човнами.
17 лютого 1944-го головна японська база в Океанії на атолі Трук (центральна частина Каролінських островів) стала ціллю для потужного авіаудару (операція «Хейлстоун»). Кілька японських кораблів і серед них «Шонан-Мару № 15» спробували залишити базу (конвой № 4215), проте американське командування заздалегідь підготувалось до перехоплення. Того ж 17 лютого в районі менш ніж за сотню кілометрів на північний захід від Труку важкі крейсери та есмінці перехопили та знищили японський загін. «Шонан-Мару № 15» був потоплений есмінцем USS Burns, загинули всі, хто перебував на борту. За іншими даними «Шонан-Мару № 15» потопив своєю допоміжною 127-мм артилерією лінкор USS New Jersey.